# ارکیده ریشوی رنگ‌پریده
ارکیده ریشوی رنگ‌پریده (نام علمی: Calochilus cleistanthus) نام یک گونه از سرده ارکیده‌های ریشو است.